# Apollonias velutina
Apollonias velutina — це вид квіткових рослин роду аполонії родини лаврових.

## Опис
Вічнозелене дерево висотою 20–25 м, з сіруватою корою, гілки запушені з бруньками. Листки чергові, еліптичні деколи яйцюваті еліптичні (довжина 15–21 см, ширина 5–9 см), шкірясті, коротко загострені верхівки, черешки запушені (довжиною 15–25 мм). Квітки запушені, кулясті стиснені (діаметром 2–3 мм), пелюстки запушені овальні (довжина 2–3 мм), згруповані в пахвовій пірамідальній запушеній волоті (довжиною 6–10 см), з приквітками яйцювато ланцетні (довжина 2–10 мм). Плоди кульові (діаметром 3 см).

## Поширення
Ендемік лісів східно-центрального Мадагаскару.